# Aristarque de Samos
Pour les articles homonymes, voir Aristarque.
Pour le cratère lunaire nommé en son hommage, voir Aristarque (cratère).
Aristarque de Samos, en grec ancien Ἀρίσταρχος, né à Samos, en Grèce, est un astronome et mathématicien actif dans la première partie du IIIe siècle av. J.-C. On dispose de très peu d'informations biographiques, certains historiens estiment qu'il serait né vers 310 av. J.-C., et mort vers 230 av. J.-C.
De ses écrits ne nous est parvenu que l'ouvrage Sur les dimensions et les distances (du Soleil et de la Lune), le plus ancien connu sur le sujet, où il met en œuvre pour ces mesures des méthodes géométriques. Il n'y fait nulle part mention de son héliocentrisme, que nous connaissons essentiellement grâce à un passage de L'Arénaire où Archimède décrit l'hypothèse d'Aristarque : le Soleil et les étoiles fixes immobiles, et la Terre tournant sur elle-même et se déplaçant sur un cercle centré sur le Soleil. À une époque où, selon Archimède, la plupart des astronomes adhéraient au géocentrisme, soit la Terre immobile, il semble que l'hypothèse héliocentrique d'Aristarque n'eut pas grand succès.
Selon Vitruve, Aristarque serait également l'inventeur du scaphé, un cadran solaire hémisphérique.

## Biographie
Les informations biographiques sur Aristarque sont rares. La plus précise vient de Ptolémée, qui écrit dans l'Almageste (III, 1) qu'Aristarque observe le solstice d'été de l'année 280 av. J.-C.. Aetius le dit élève de Straton de Lampsaque, ce qui a pu se produire soit à Alexandrie, où Straton était précepteur puis conseiller de Ptolémée II Philadelphe, soit à Athènes où Straton prit ensuite la direction du Lycée,. Par la citation d'Archimède on sait que l'écrit d'Aristarque sur l'hypothèse héliocentrique, date d'avant l'Arénaire. De ces éléments on peut déduire qu'Aristarque était certainement actif vers 280 av. J.-C, né autour du début du IIIe siècle av. J.-C., Thomas Heath va jusqu'à préciser qu'Aristarque a dû vivre d'environ 310 à 230 av. J.-C..

## Le mathématicien et l'astronome
Les mesures d'Aristarque des diamètres de la Lune et du Soleil, relativement à celui de la Terre, et de la distance de la Terre au Soleil, relativement à celle de la Terre à la Lune, sont remarquables davantage pour leur ingéniosité et les méthodes mathématiques utilisées que pour leur exactitude.
Aristarque de Samos observe que la Lune met à peu près une heure à parcourir une distance égale à son diamètre. Il observe d'autre part que les éclipses totales de Lune durent deux heures : 100 % du globe lunaire est plongé dans le cylindre d'ombre de la Terre durant ces deux heures. Il en déduit que le diamètre de ce cylindre est égal à trois diamètres de Lune et que par conséquent le diamètre de la Terre est trois fois plus grand que celui de la Lune. Il est plus précisément 3,7 fois plus grand que celui de la Lune.
Il estime ensuite sous quel angle on voit la Lune de la Terre. Il trouve 2°. Bien que le résultat du calcul d'Aristarque ne soit pas donné par les textes, il est aisé d'en déduire que pour lui la distance Terre-Lune mesure entre 22,5 et 30 diamètres lunaires. Par suite, cette distance Terre-Lune mesure approximativement 19 rayons terrestres (60,2 en réalité). Le procédé est ingénieux, mais la méthode et les calculs souffrent de nombreuses imprécisions. D'abord et surtout, le diamètre angulaire de la Lune est très surestimé (2° contre 0,5°). Ensuite, cet angle est observé depuis la surface de la Terre, alors que le rayon de l'orbite part de son centre (l'élimination de cette approximation requiert des calculs trigonométriques) et le diamètre de l'ombre de la Terre sur la Lune est supérieur à son estimation. D'autres approximations ont une influence moindre sur le résultat : la valeur de π est peu précise à l'époque et l'ombre de la Terre est considérée comme cylindrique, alors qu'elle est en fait conique. Le diamètre de la Terre vaut 3,7 diamètres lunaires et non 3, mais l'essentiel de la différence provient de l'imprécision de l'observation et non du caractère conique de l'ombre. Un calcul plus précis était tout à fait réalisable à son époque et fut conduit par Hipparque (v. 190 à 120 av. J.-C.). Mais pour Aristarque, qui était encore un philosophe-astronome, la méthode (géométrique) revêtait beaucoup plus d'importance que le résultat (arithmétique). D'ailleurs, selon Neugebauer, l'angle de 2° n'est qu'une valeur non mesurée utilisée pour la commodité de l'exposé, car il est facile d'obtenir une mesure bien meilleure ; et Archimède, selon la même source, affirme qu'Aristarque considérait 1/2° comme la valeur réelle de cet angle. Dans ces conditions, la méthode d'Aristarque aboutirait à une distance Terre-Lune de 80 rayons terrestres.
Pour la distance Terre-Soleil (T-S), il observe la Lune lors d'un de ses quartiers exacts. L'angle Terre-Lune-Soleil est alors droit. Terre, Lune et Soleil dessinent un triangle rectangle TLS, rectangle en L. Il lui suffit de mesurer l'angle Soleil, Terre, Lune. Il en déduit alors un encadrement du rapport des distances Lune-Soleil et Terre-Soleil. Il trouve pour l'angle Soleil, Terre, Lune un angle presque droit (90° − 3°). Il calcule alors que la distance Terre-Soleil est environ 19 fois plus grande que la distance Terre-Lune. Malheureusement, sa mesure est fausse. Seuls des instruments précis qui n'apparaîtront que plus de mille ans plus tard permettront d'évaluer cet angle à 90° − 0,15°. Ce qui place le Soleil 400 fois plus loin que ne l'est la Lune, Aristarque s'était donc trompé d'environ un facteur 20.

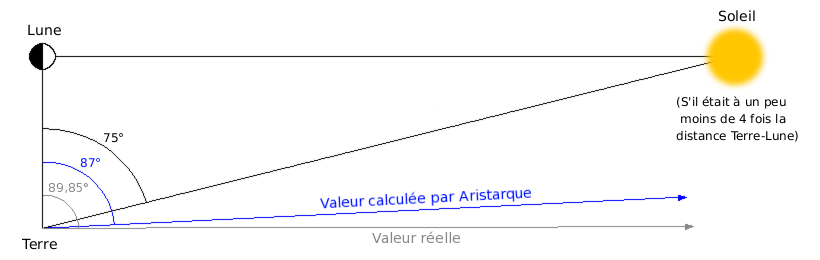
Méthode d'Aristarque de Samos pour calculer la distance Terre-Soleil.

Le Soleil ayant approximativement le même diamètre apparent que la Lune, cela signifie que son diamètre réel serait 19 fois plus grand selon Aristarque (en réalité 400 fois plus grand).
C'est à l'éclairage de ce résultat qu'Aristarque commence à douter de la théorie du géocentrisme : il lui semble plus logique que les planètes plus petites tournent autour des planètes plus grandes. Il place donc le Soleil au centre de l'Univers et décrit le mouvement de la Terre comme une rotation sur elle-même combinée avec un mouvement circulaire autour du Soleil.
Cependant, si la Terre se déplace, elle devrait voir les étoiles fixes suivant un angle différent selon la période de l'année. Aristarque émet l'hypothèse que cette différence d'angle (parallaxe) existe bien, mais n'est pas décelable, car les étoiles fixes sont situées très loin de la Terre. Son hypothèse est exacte. Cette parallaxe est maintenant mesurable. Il semblerait aussi qu’il ait inventé un gnomon hémisphérique plus performant que ceux de son époque.

## Le système héliocentrique
Aristarque a l'intuition du mouvement de la Terre sur elle-même et autour du Soleil. C'est Archimède qui dans son Arénaire en donne la description la plus précise qui nous soit parvenue :

« Vous n'êtes pas sans savoir que par l'Univers, la plupart des Astronomes signifient une sphère ayant son centre au centre de la Terre (…). Toutefois, Aristarque de Samos a publié des écrits sur les hypothèses astronomiques. Les présuppositions qu'on trouve dans ses écrits suggèrent un univers beaucoup plus grand que celui mentionné plus haut. Il commence en fait avec l'hypothèse que les étoiles fixes et le Soleil sont immobiles. Quant à la Terre, elle se déplace autour du Soleil sur la circonférence d'un cercle ayant son centre dans le Soleil. »

— Archimède, préface du traité L’Arénaire.
Cette hypothèse est rapidement tombée dans l'oubli. Ses détracteurs  lui reprocheront de mettre à mal la physique d'Aristote.
Leurs arguments sont principalement :
- la Terre, en tant que siège de l'élément le plus lourd, a sa place naturelle au centre du monde. Bien qu'Aristarque ait calculé que le diamètre du Soleil était 6,75 fois plus grand que celui de la Terre, il restait à comprendre comment un astre fait de feu, élément plus léger que la terre, pouvait rester immobile dans l'espace[12]. C'est un des arguments philosophiques du géocentrisme ;
- si la Terre se déplaçait, il aurait dû être possible d'observer dans les constellations, c'est-à-dire sur la sphère des fixes, des déformations angulaires. Or compte tenu des moyens d'observation de l'époque, il n'était pas possible de voir à l'œil nu le phénomène de la parallaxe[13] ;
- si la Terre tournait sur elle-même vers l'est, les objets non fixés sur la terre ne s'envoleraient-ils pas vers l'ouest ? (Il faut attendre Galilée pour réfuter cet argument — qui ne tient pas compte de l'inertie. On ne peut par ailleurs détecter de façon évidente à cette époque l'accélération de Coriolis)[13] ;
- il serait "sacrilège" d'avoir déplacé le foyer du monde et de s'être opposé au dogme de la Terre-divinité et du feu d’Hestia[13].

Sa théorie présente un contraste saisissant avec la future cosmologie de Ptolémée.

## Postérité
L'astéroïde (3999) Aristarque, ainsi que le plus brillant des cratères lunaires, le cratère Aristarque, ont été nommés en son honneur.

## Œuvre
- Aristarque de Samos, Traité sur les grandeurs et les distances du Soleil et de la Lune, traduction du Comte de Fortia d'Urban, Paris, Firmin Didot, 1823, accès en ligne sur remacle.org, sur Gallica

### Banques de données, dictionnaires et encyclopédies
- Ressource relative à l'astronomie :   - Biographical Encyclopedia of Astronomers
- Notices dans des dictionnaires ou encyclopédies généralistes :   - Britannica
  - Brockhaus
  - Den Store Danske Encyklopædi
  - Deutsche Biographie
  - Enciclopedia italiana
  - Gran Enciclopèdia Catalana
  - Hrvatska Enciklopedija
  - Internetowa encyklopedia PWN
  - Larousse
  - Nationalencyklopedin
  - Store norske leksikon
  - Treccani
  - Universalis
- Notices d'autorité :   - VIAF
  - ISNI
  - BnF (données)
  - IdRef
  - LCCN
  - GND
  - Italie
  - CiNii
  - Espagne
  - Pays-Bas
  - Israël
  - NUKAT
  - Catalogne
  - Suède
  - Vatican
  - Australie
  - Norvège
  - Tchéquie